# Bahnstrecke Meckesheim–Neckarelz
| |                                    |                                                          |                                                          |
| Streckennummer: | 4110 (HD-Altstadt– Mosb-Neckarelz) |                                                          |                                                          |
| Kursbuchstrecke (DB): | 665.5 (bis 2009: 707; 1953: 321d)  |                                                          |                                                          |
| Kursbuchstrecke: | 321d (1946)                        |                                                          |                                                          |
| Streckenlänge: | 30,8 km; in Betrieb: 19,1 km       |                                                          |                                                          |
| Spurweite: | 1435 mm (Normalspur)               |                                                          |                                                          |
| Streckenklasse: | D4                                 |                                                          |                                                          |
| Stromsystem: | 15 kV, 16,7 Hz ~                   |                                                          |                                                          |
| Maximale Neigung: | 14 ‰                               |                                                          |                                                          |
| Minimaler Radius: | 330 m                              |                                                          |                                                          |
| Streckengeschwindigkeit: | 100 km/h                           |                                                          |                                                          |
| Zugbeeinflussung: | PZB                                |                                                          |                                                          |
| |                                    |                                                          |                                                          |
| \| \| \| Elsenztalbahn von Neckargemünd \| \| \| \| 19,800 \| Meckesheim \| 141 m \| \| \| \| Elsenztalbahn nach Bad Friedrichshall \| \| \| \| \| Bundesstraße 45 \| \| \| \| 20,936 \| Elsenz \| Elsenz \| \| \| 22,485 \| Schwarzbach \| Schwarzbach \| \| \| 24,610 \| Epfenbach \| Epfenbach \| \| \| 24,884 \| Eschelbronn (zuvor Bf; seit 1876[1]) \| 154 m \| \| \| 26,737 \| Neidenstein (zuvor Bf) \| 157 m \| \| \| 30,060 \| Waibstadt \| 166 m \| \| \| 31,400 \| Neckarbischofsheim (1887–1902) \| Neckarbischofsheim (1887–1902) \| \| \| 31,919 \| Bundesstraße 292 \| Bundesstraße 292 \| \| \| 32,038 \| Neckarbischofsheim Nord (Bft) \| 172 m \| \| \| \| Krebsbachtalbahn nach Hüffenhardt \| \| \| \| 32,986 \| Schwarzbach \| Schwarzbach \| \| \| 34,841 \| Helmstadt (Baden) (zuvor Bf) \| 178 m \| \| \| 34,890 \| Wollenbach \| Wollenbach \| \| \| 38,917 \| Aglasterhausen (zuvor Bf) \| 206 m \| \| \| 39,300 \| Daudenzell (ab ca. 1955) \| 218 m \| \| \| \| Asbach \| \| \| \| 42,530 \| Asbach (Baden) \| 240 m \| \| \| \| Mörtelsteiner Tunnel (690 m) \| \| \| \| 44,000 \| Mörtelstein (seit Nov. 1908[1]) \| 220 m \| \| \| \| Erlesrain-Tunnel (98 m) \| \| \| \| 46,850 \| Obrigheim \| 181 m \| \| \| 49,100 \| Finkenhof \| Finkenhof \| \| \| 49,100 \| Kalksbergtunnel (285 m) \| Kalksbergtunnel (285 m) \| \| \| \| \| \| \| \| \| Anschluss Finkenhof/Rüstungsfabrik „Goldfisch“ 1944–1945 \| \| \| \| \| \| \| \| \| 49,400 \| Neckar-Brücke (ca. 310 m) \| Neckar-Brücke (ca. 310 m) \| \| \| 50,000 \| Neckarelz (bis 1879) \| 155 m \| \| \| 50,600 \| Neckartalbahn von Bad Friedrichshall \| Neckartalbahn von Bad Friedrichshall \| \| \| \| alte Trasse der Odenwaldbahn (bis 1895) \| \| \| \| \| Mosbacher Verbindungsbogen (bis ca. 1960) \| \| \| \| \| Strecke von Osterburken \| \| \| \| 51,850 \| Mosbach-Neckarelz (seit 1879) \| 154 m \| \| \| \| Neckartalbahn nach Heidelberg \| \| |                                    |                                                          |                                                          |
| Strecke |                                    | Elsenztalbahn von Neckargemünd                           | Elsenztalbahn von Neckargemünd                           |
| Bahnhof | 19,800                             | Meckesheim                                               | 141 m                                                    |
| Abzweig geradeaus und nach rechts |                                    | Elsenztalbahn nach Bad Friedrichshall                    | Elsenztalbahn nach Bad Friedrichshall                    |
| Strecke mit Straßenbrücke |                                    | Bundesstraße 45                                          | Bundesstraße 45                                          |
| Brücke über Wasserlauf | 20,936                             | Elsenz                                                   | Elsenz                                                   |
| Brücke über Wasserlauf | 22,485                             | Schwarzbach                                              | Schwarzbach                                              |
| Brücke über Wasserlauf | 24,610                             | Epfenbach                                                | Epfenbach                                                |
| Haltepunkt / Haltestelle | 24,884                             | Eschelbronn (zuvor Bf; seit 1876)                        | 154 m                                                    |
| Haltepunkt / Haltestelle | 26,737                             | Neidenstein (zuvor Bf)                                   | 157 m                                                    |
| Bahnhof | 30,060                             | Waibstadt                                                | 166 m                                                    |
| ehemaliger Haltepunkt / Haltestelle | 31,400                             | Neckarbischofsheim (1887–1902)                           | Neckarbischofsheim (1887–1902)                           |
| Brücke | 31,919                             | Bundesstraße 292                                         | Bundesstraße 292                                         |
| Haltepunkt / Haltestelle | 32,038                             | Neckarbischofsheim Nord (Bft)                            | 172 m                                                    |
| Abzweig geradeaus und nach rechts |                                    | Krebsbachtalbahn nach Hüffenhardt                        | Krebsbachtalbahn nach Hüffenhardt                        |
| Brücke über Wasserlauf | 32,986                             | Schwarzbach                                              | Schwarzbach                                              |
| Haltepunkt / Haltestelle | 34,841                             | Helmstadt (Baden) (zuvor Bf)                             | 178 m                                                    |
| Brücke über Wasserlauf | 34,890                             | Wollenbach                                               | Wollenbach                                               |
| Haltepunkt / Haltestelle Strecke ab hier außer Betrieb | 38,917                             | Aglasterhausen (zuvor Bf)                                | 206 m                                                    |
| Haltepunkt / Haltestelle (Strecke außer Betrieb) | 39,300                             | Daudenzell (ab ca. 1955)                                 | 218 m                                                    |
| Brücke über Wasserlauf (Strecke außer Betrieb) |                                    | Asbach                                                   | Asbach                                                   |
| Bahnhof (Strecke außer Betrieb) | 42,530                             | Asbach (Baden)                                           | 240 m                                                    |
| Tunnel (Strecke außer Betrieb) |                                    | Mörtelsteiner Tunnel (690 m)                             | Mörtelsteiner Tunnel (690 m)                             |
| Haltepunkt / Haltestelle (Strecke außer Betrieb) | 44,000                             | Mörtelstein (seit Nov. 1908)                             | 220 m                                                    |
| Tunnel (Strecke außer Betrieb) |                                    | Erlesrain-Tunnel (98 m)                                  | Erlesrain-Tunnel (98 m)                                  |
| Bahnhof (Strecke außer Betrieb) | 46,850                             | Obrigheim                                                | 181 m                                                    |
| Haltepunkt / Haltestelle (Strecke außer Betrieb) | 49,100                             | Finkenhof                                                | Finkenhof                                                |
| Tunnel (Strecke außer Betrieb) | 49,100                             | Kalksbergtunnel (285 m)                                  | Kalksbergtunnel (285 m)                                  |
| |                                    |                                                          |                                                          |
| Blockstelle (Strecke außer Betrieb) |                                    | Anschluss Finkenhof/Rüstungsfabrik „Goldfisch“ 1944–1945 | Anschluss Finkenhof/Rüstungsfabrik „Goldfisch“ 1944–1945 |
| |                                    |                                                          |                                                          |
| Brücke über Wasserlauf (Strecke außer Betrieb) | 49,400                             | Neckar-Brücke (ca. 310 m)                                | Neckar-Brücke (ca. 310 m)                                |
| Bahnhof (Strecke außer Betrieb) | 50,000                             | Neckarelz (bis 1879)                                     | 155 m                                                    |
| Abzweig ehemals geradeaus und von rechts | 50,600                             | Neckartalbahn von Bad Friedrichshall                     | Neckartalbahn von Bad Friedrichshall                     |
| Abzweig geradeaus und ehemals nach rechts |                                    | alte Trasse der Odenwaldbahn (bis 1895)                  | alte Trasse der Odenwaldbahn (bis 1895)                  |
| Abzweig geradeaus und ehemals nach rechts |                                    | Mosbacher Verbindungsbogen (bis ca. 1960)                | Mosbacher Verbindungsbogen (bis ca. 1960)                |
| Abzweig geradeaus und von rechts |                                    | Strecke von Osterburken                                  | Strecke von Osterburken                                  |
| Bahnhof | 51,850                             | Mosbach-Neckarelz (seit 1879)                            | 154 m                                                    |
| Strecke |                                    | Neckartalbahn nach Heidelberg                            | Neckartalbahn nach Heidelberg                            |

Die Bahnstrecke Meckesheim–Neckarelz ist eine in Nordbaden von Meckesheim nach Aglasterhausen verlaufende, eingleisige und elektrifizierte Nebenbahn, die früher bis nach Neckarelz führte. Sie war Teilstück der ehemaligen Badischen Odenwaldbahn Heidelberg–Würzburg, also Hauptbahn, weshalb ihre Trassierung zweigleisig geplant wurde. Der heute noch bestehende Teil der Strecke ist auch unter dem Namen Schwarzbachtalbahn bekannt.

## Geografie

### Topografie
Die Bahnstrecke verläuft im Grenzbereich zwischen dem Kleinen Odenwald und dem Kraichgau. Da der Übergang zwischen diesen beiden Landschaften fließend ist, wird die Bahnlinie in der Literatur sowohl als Kraichgau- als auch als Odenwaldstrecke betrachtet.
Ihren Namen Schwarzbachtalbahn erhielt die heutige Strecke, da sie dem Schwarzbach, einem rechten Nebenfluss der Elsenz, bis zum jetzigen Streckenendpunkt folgt. Das Kursbuch der DB verwendet diesen Namen zwar nicht, jedoch ist er inzwischen gebräuchlich.
Weil er zwischen Meckesheim und Aglasterhausen durchweg im Tal verläuft, weist dieser Streckenabschnitt auch keine größeren Kunstbauwerke auf. Im mittlerweile stillgelegten Abschnitt zwischen Aglasterhausen und Neckarelz waren die topografischen Verhältnisse dagegen deutlich schwieriger, weswegen dort insgesamt drei Tunnel hergestellt wurden. Kurios ist dabei die Namensgebung des sogenannten Kalksbergtunnels; der offizielle Name leitet sich nicht etwa von einem „Kalksberg“ ab, vielmehr heißt die durchquerte Erhebung Karlsberg.
Auf dem heute verbliebenen Streckenabschnitt sind nur zwei Brücken länger als zwanzig Meter. Die eine überquert zwischen Meckesheim und Eschelbronn die Elsenz. Die andere überbrückt zwischen Waibstadt und Neckarbischofsheim Nord die Bundesstraße 292. Das mit Abstand größte Brückenbauwerk war einst die 1945 gesprengte Neckarbrücke zwischen Obrigheim und Neckarelz.

### Bahnhöfe und Verwaltungszugehörigkeit

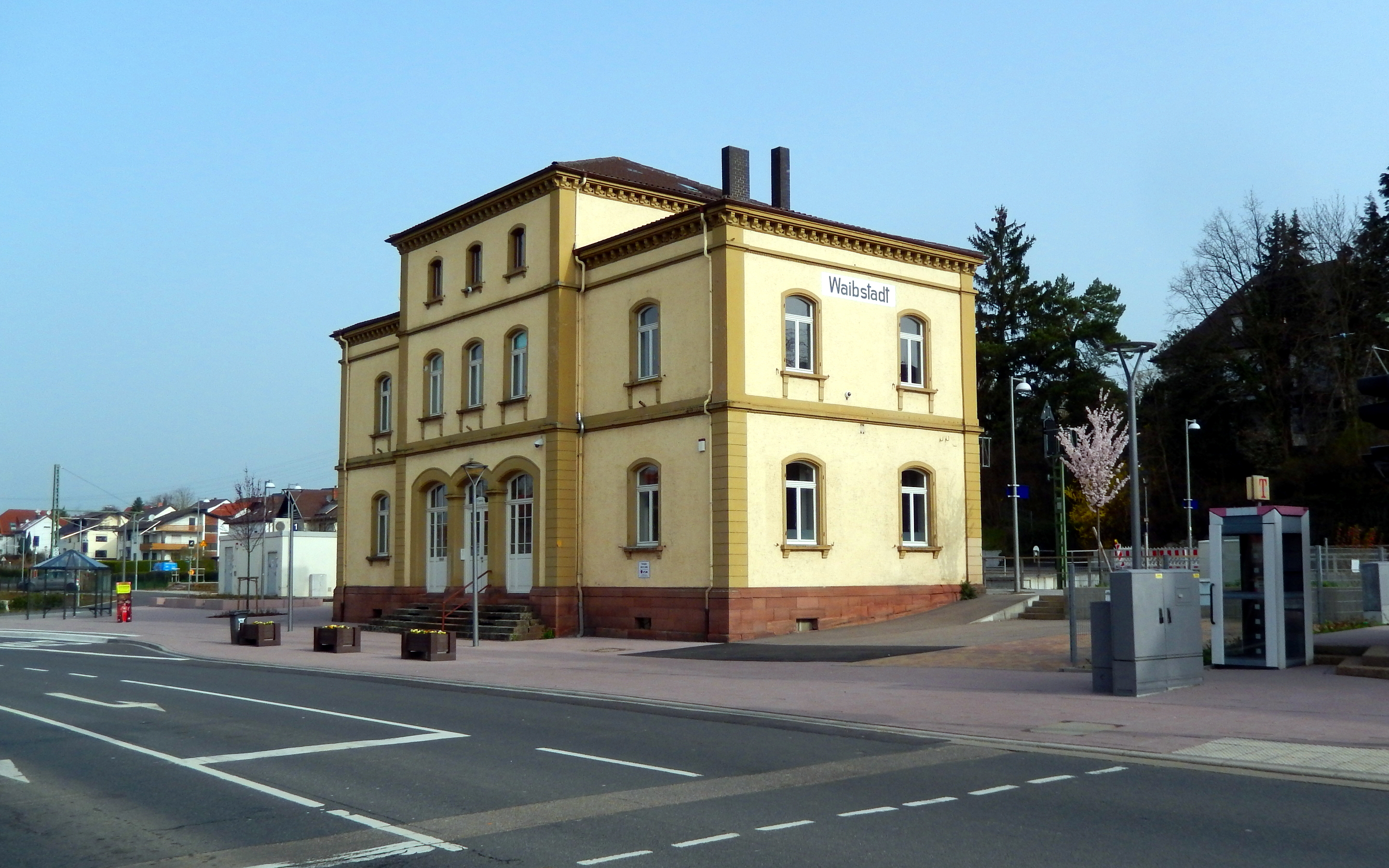
Ehemaliger Bahnhof Waibstadt, Empfangsgebäude

Der heute noch verbliebene Streckenabschnitt führt an relativ großen Ortschaften vorbei, deren Bahnhöfe sich in günstiger Lage zur jeweiligen Ortsmitte befinden, der Bahnhof Neckarbischofsheim Nord ausgenommen. Zwischen Aglasterhausen und Neckarelz dagegen wurden einst außer Obrigheim, dessen Bahnhof nun gerade sehr fern vom Ort lag, nur sehr kleine Dörfer bedient. Deshalb hauptsächlich wurde jener Streckenabschnitt nur gering ausgelastet, was am Ende auch zu seiner Stilllegung führte.
Vom erwähnten Bahnhof Neckarbischofsheim Nord zweigt die Krebsbachtalbahn nach Hüffenhardt ab. Dieser Bahnhof liegt allerdings gar nicht auf Gemarkung des namensgebenden Neckarbischofsheim, sondern drei Kilometer von dieser Kleinstadt entfernt auf Gemarkung des Nachbarstädtchens Waibstadt in dessen Stadtteil Bernau.
Mit der baden-württembergischen Verwaltungsreform wechselten einige Orts- und Kreiszugehörigkeiten. Waren vorher alle Orte entlang der Strecke selbstständige Gemeinden, so gilt dies heute nur noch für manche. Die Orte entlang des verbliebenen Streckenabschnitts sind zwar noch heute alle eigenständige Kommunen, bis auf Helmstadt, das mit ein paar Nachbargemeinden zur neuen Gemeinde Helmstadt-Bargen zusammengelegt wurde. Am inzwischen stillgelegten Streckenabschnitt dagegen wurde Daudenzell ein Ortsteil von Aglasterhausen, Asbach und Mörtelstein wurden nach Obrigheim eingemeindet und Neckarelz ist heute ein Stadtteil von Mosbach. Früher gehörte Meckesheim zum Landkreis Heidelberg, alle Orte zwischen Eschelbronn und Helmstadt zählten zum Landkreis Sinsheim, Aglasterhausen und alle Ortschaften an der heute abgebauten Strecke dagegen zum Landkreis Mosbach; heute dagegen  liegt die Strecke von Meckesheim bis Helmstadt ganz im Rhein-Neckar-Kreis, dahinter (einschließlich des stillgelegten Teils) ganz im Neckar-Odenwald-Kreis (Hauptort Mosbach).

## Geschichte

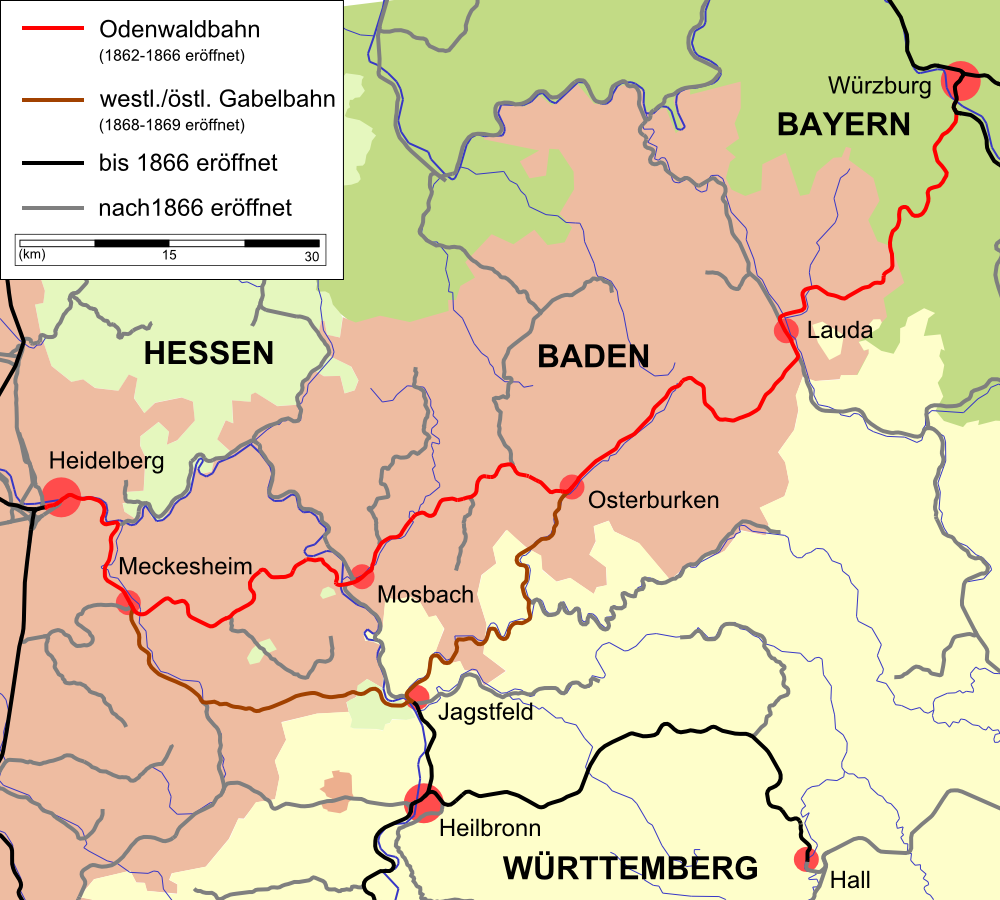
Verlauf der Badischen Odenwaldbahn

### Entstehungsgeschichte
Die Strecke Meckesheim–Neckarelz entstand als Teilstück der badischen Odenwaldbahn, einer zentralen Verbindung von Heidelberg über Mosbach nach Würzburg. Sie wurde vor allem auf Drängen von Bayern gebaut, das seine damalige Rheinprovinz, die Pfalz, mit seinem übrigen Eisenbahnnetz verbunden sehen wollte. Es sollte daher von Ludwigshafen, dem Endpunkt der Pfälzischen Ludwigsbahn, die Lücke nach Mannheim, dem Endpunkt der Badischen Hauptbahn, geschlossen werden und weiter im Osten sollte eine in Heidelberg von der Badischen Hauptbahn abzweigende Strecke bis nach Würzburg führen. Die dazu in topografischer Hinsicht nächstliegende Streckenführung durchs Neckartal bis zur Stadt Eberbach schied aus, weil sie über hessisches Gebiet geführt hätte.
Zwischen Heidelberg und Mosbach zog man deshalb mehrere deutlich umständlichere Trassen in Erwägung; eine verlief über Sinsheim, eine andere über Mönchzell und Spechbach, eine dritte sollte bis Aglasterhausen dem Schwarzbach folgen. Man entschied sich schließlich für die topografisch unkomplizierteste, die durchs Neckartal bis Neckargemünd verläuft, der Elsenz bis Meckesheim folgt, anschließend dann dem Schwarzbach, bei Mosbach den Neckar kreuzt und anschließend durch den Nordosten Badens über Osterburken und Lauda nach Würzburg führt.
Am 7. Mai 1858 wurde für den Odenwaldbahn-Abschnitt Heidelberg-Mosbach ein Bahnbaugesetz verabschiedet. Die Strecke wurde gemäß ursprünglicher Planung zweigleisig trassiert, jedoch nur eingleisig gebaut. Der Bau des Mörtelsteiner Tunnels sowie der Neckarbrücke zwischen Obrigheim und Neckarelz, größtes Brückenbauwerk auf der Strecke, waren besonders aufwändig. Weil die finanziellen Mittel fehlten und Europa durch den Ausbruch des Sardinischen Krieges in Oberitalien in eine dem Vorhaben ungünstige politische Krise geriet, kamen die Bauarbeiten zwischen dem 18. April und dem 20. Oktober des Jahres 1859 sogar zum Erliegen. 1861 verzögerte dann noch ein Neckarhochwasser die Fertigstellung der Brücke bei Neckarelz.

### Betrieb unter den Badischen Staatseisenbahnen und der Deutschen Reichsbahn (1862–1945)
Die Großherzoglich Badischen Staatseisenbahnen, die im Großherzogtum seit 1840 bestanden und 1920 in die Deutsche Reichsbahn integriert wurden, nahmen am 23. Oktober 1862 den Betrieb auf der Badischen Odenwaldbahn zwischen Heidelberg und Mosbach auf. Das Verkehrsaufkommen blieb jedoch geringer als erwartet; vor allem die am 24. Mai 1879 eröffnete Neckartalstrecke Neckargemünd–Neckarsteinach–Eberbach–Neckarelz–Mosbach deklassierte den Abschnitt Meckesheim-Neckarelz in den Folgejahren faktisch immer mehr zur Nebenbahn, da die Züge der Relation Heidelberg-Würzburg ihren Weg vorzugsweise über das Neckartal nahmen. Selbst gegenüber allen anderen Teilstücken, in die die badische Odenwaldbahn daraufhin aufgeteilt wurde, hatte die Strecke Meckesheim–Neckarelz das geringste Verkehrsaufkommen. Trotz zweigleisiger Trassierung beließ man die Strecke eingleisig.

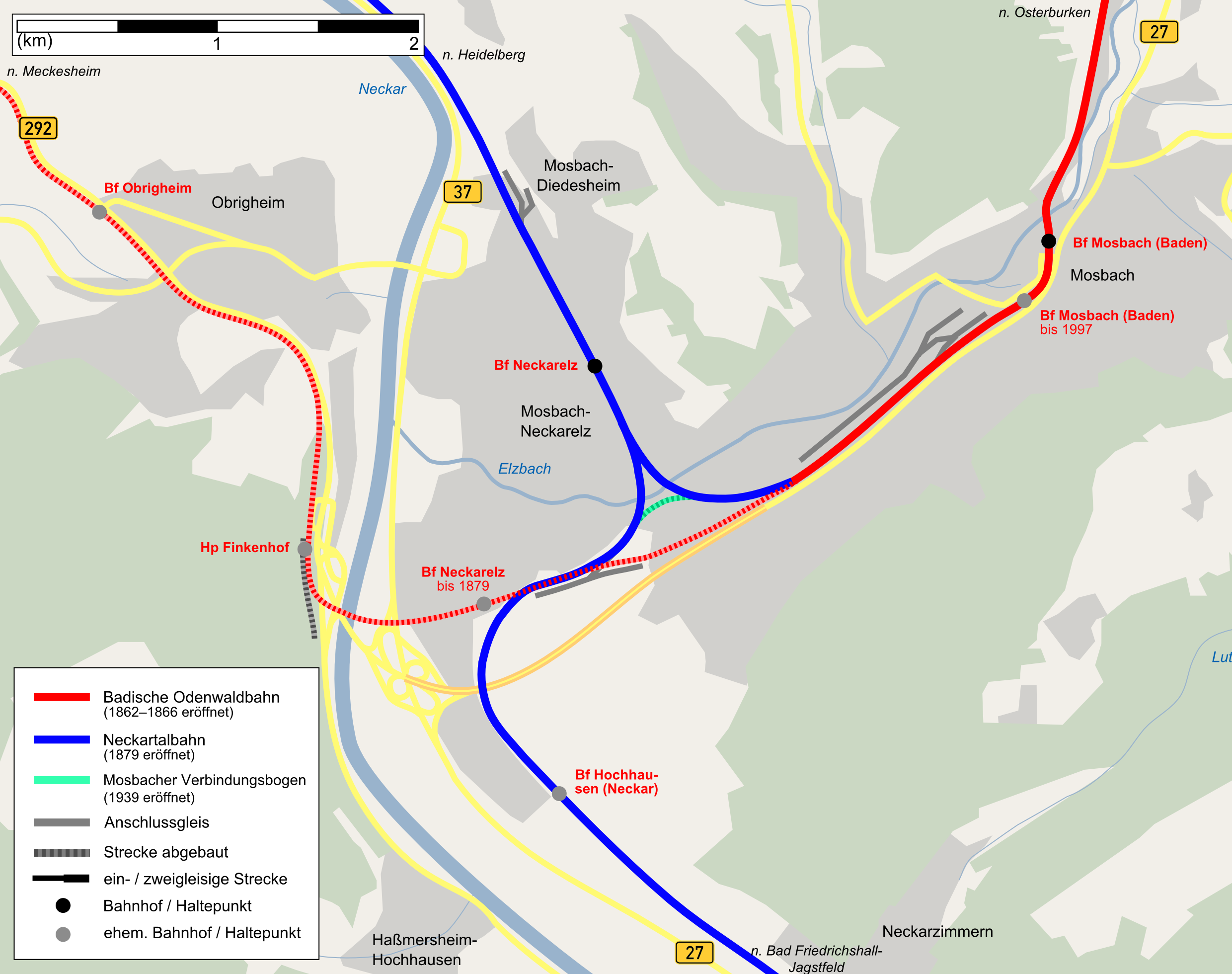
Entwicklung des Schienennetzes um Neckarelz

Mit Eröffnung der Neckartalbahn verlegte man den Bahnhof in Neckarelz, bisher am südlichen Ortsrand gelegen, an diese neue Bahnstrecke und damit fort von der älteren Trasse der Badischen Odenwaldbahn.
Erst 1887 erhielt die Stadt Neckarbischofsheim ihren Bahnhof an der Strecke. Da die Kalkbrüche im Krebsbachtal zwischen den Gemeinden Helmhof und Obergimpern einen Bahnanschluss günstig erscheinen ließen, erbaute man die von diesem Bahnhof abzweigende Krebsbachtalbahn, eine private Stichbahn nach Hüffenhardt. Sie wurde am 15. Oktober 1902 eröffnet.
Zwischen 1920 und 1930 wurde die Strecke für höhere Achslasten ausgebaut. Die Stahlbrücke über die Elsenz in Kilometer 20,936 wurde 1925 neugebaut.

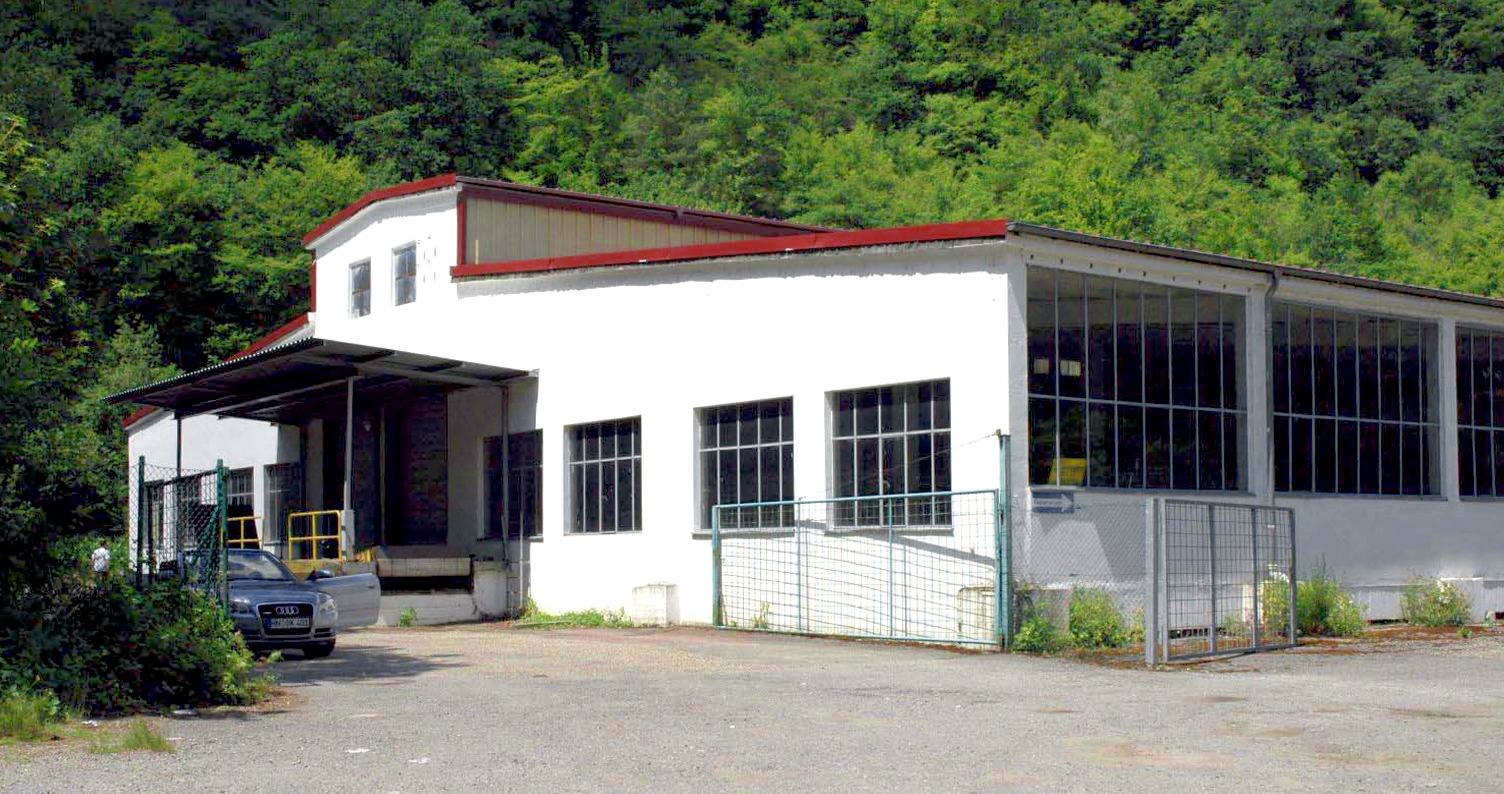
Ehemaliges Lagerhaus für die Rüstungsfabrik „Goldfisch“ beim früheren Haltepunkt Finkenhof (Juli 2006)

Von 1944 bis 1945 bestand in Neckarelz ein Außenlager des KZ Natzweiler-Struthof, die dortigen Gefangenen mussten in Zwangsarbeit in Obrigheim Gips- und Fabrikationsstollen für die geplante Rüstungsfabrik mit dem Decknamen „Goldfisch“ anlegen (Näheres hier). Dazu wurde zwischen Obrigheim und Neckarelz der Haltepunkt Finkenhof eingerichtet und in unmittelbarer Nähe ein Anschlussgleis gelegt.

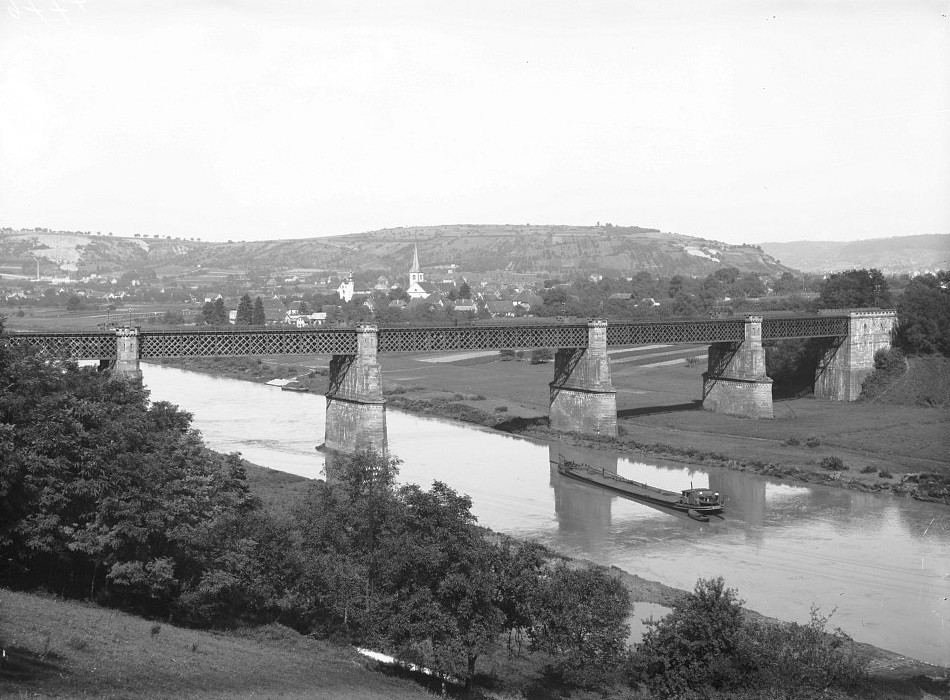
Die Neckarelzer Eisenbahnbrücke im Jahr 1930

Am 30. März 1945 sprengten nach Südosten hin abrückende deutsche Truppen die Neckarelzer Eisenbahnbrücke, in weitem Umkreis die einzige feste Flussquerung, um den Alliierten das Überschreiten des Neckars zu erschweren. Wegen der recht geringen Bedeutung der Bahnstrecke wurde das Bauwerk nach dem Krieg nicht wieder errichtet.

### Stilllegung von Teilen und Privatisierung (1945–2010)
Nach dem Zweiten Weltkrieg übernahm die neu gegründete Deutsche Bundesbahn den Betrieb auf der Reststrecke zwischen Meckesheim und Obrigheim. Den schon seit 1945 unterbrochenen Abschnitt zwischen Obrigheim und Neckarelz legte sie am 9. September 1949 offiziell still. Ab den 1950er Jahren setzte man auf der verbliebenen Strecke zunehmend Schienenbusse ein. Damals wurde auch der Staatsbahnhof von Neckarbischofsheim in Neckarbischofsheim Nord umbenannt und der zwischen Aglasterhausen und Asbach liegende Ort Daudenzell erhielt erstmals einen Haltepunkt. Bestrebungen, die 1945 gesprengte Neckarbrücke wieder aufzubauen, etwa von Seiten des damaligen Sinsheimer Landrats, blieben erfolglos.

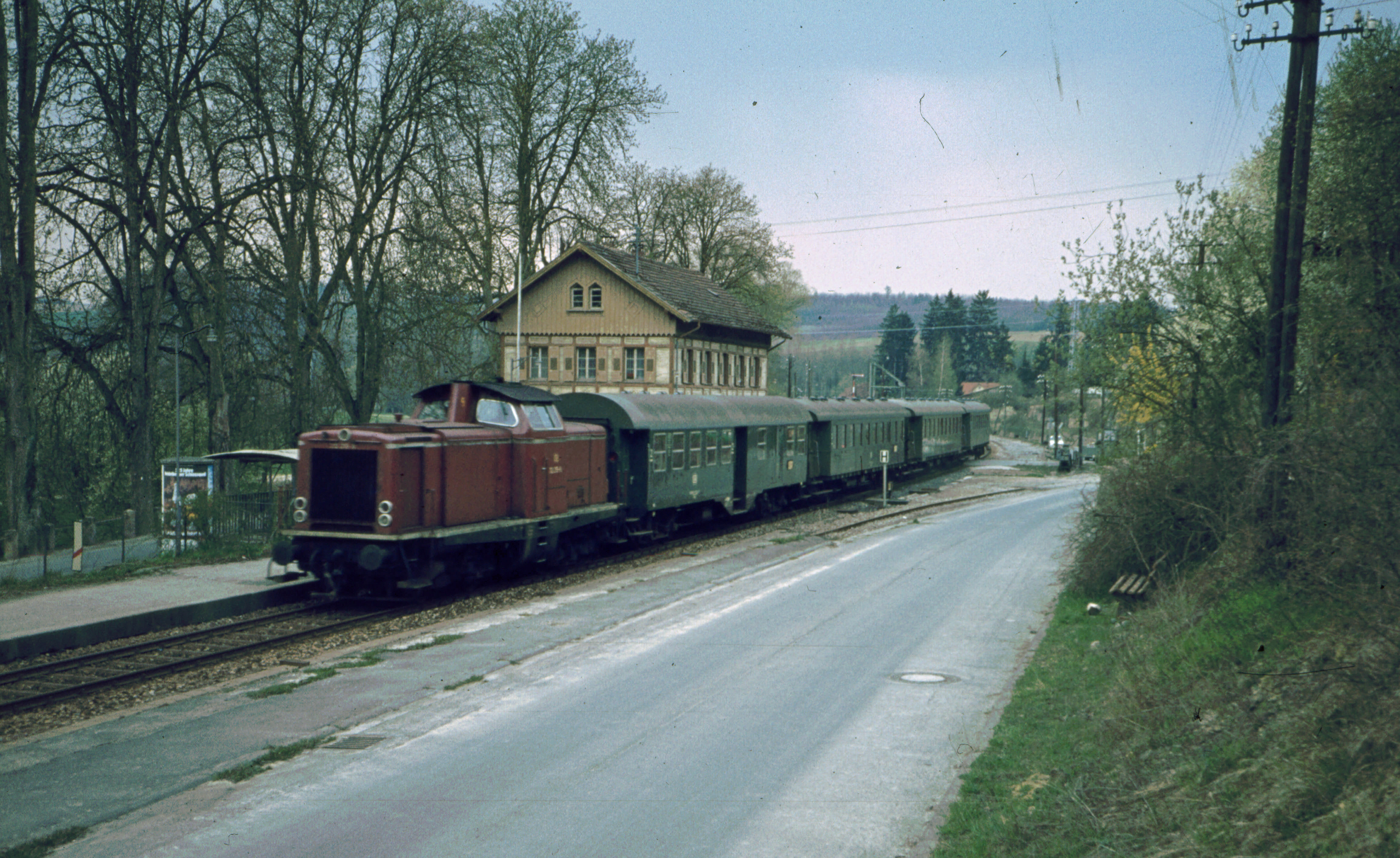
Bahnhof Eschelbronn (1978) mit DB-Baureihe V 100 und Umbauwagen

Wegen der Kosten für die Instandhaltung des Abschnitts Aglasterhausen–Obrigheim mit seinen beiden Tunneln genehmigte das Bundesministerium für Verkehr am 10. Mai 1971 die Stilllegung des Gesamtverkehrs darauf, was zum Fahrplanwechsel am 25. September 1971 vollzogen wurde. Ab Mitte der 1970er Jahre baute man die Schienen ab, 1980 war man damit fertig. Etwa zur selben Zeit war die Deutsche Bundesbahn bestrebt, auch die restliche Strecke stillzulegen. Die offizielle Betriebsumwandlung zur Nebenbahn von Seiten der Deutschen Bundesbahn erfolgte am 29. September 1974, obwohl die Strecke seit fast hundert Jahren faktisch nicht mehr als Hauptbahn fungierte.
Am 24. Januar 1978 löste sich gegen 13 Uhr ein im stillgelegten Gleis Aglasterhausen–Asbach abgestellter Schadwagenzug. Ein Zusammenstoß konnte durch die Fahrdienstleiter verhindert werden, beispielsweise indem das durchgehende Hauptgleis in Waibstadt kurzfristig geräumt wurde, obwohl sich bereits zwei Züge im Bahnhof befanden. Außerdem wurde erfolglos versucht, die Wagen in Waibstadt mit Hemmschuhen anzuhalten; sie kamen letztlich in der Steigung zwischen Neidenstein und Eschelbronn zum Halten.
Zwei Jahre nach der letzten Zuckerrübenverladung in Meckesheim folgte 1979 auch Helmstadt (326 Wagen), ein Jahr später Aglasterhausen (197 Wagen; 4300 Tonnen) und im Jahr darauf Eschelbronn (151 Wagen).

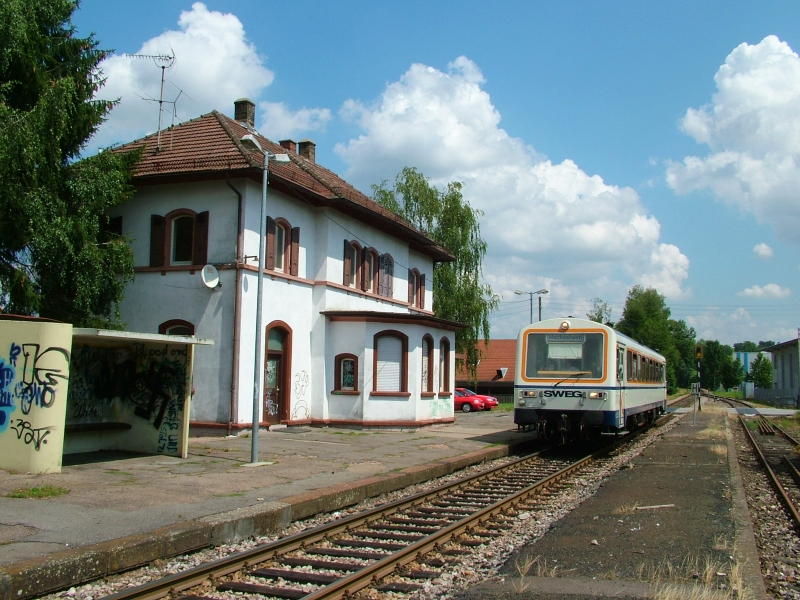
NE-81-Triebwagen der SWEG in Helmstadt (Juli 2004)

Am 1. Januar 1982 übernahm die landeseigene Südwestdeutsche Eisenbahn-Gesellschaft (SWEG) die Strecke von der Bundesbahn im Rahmen eines auf 20 Jahre ausgelegten Pachtvertrags, da durch die geplante Stilllegung die von der SWEG betriebene, in Neckarbischofsheim Nord abzweigende Krebsbachtalbahn nach Hüffenhardt sonst ihre Verbindung zum Eisenbahnnetz verloren hätte.
Die Pachtung der Schwarzbachtalbahn durch die SWEG war bundesweit die erste Regionalisierung einer staatlichen Eisenbahnstrecke. Die SWEG modernisierte und rationalisierte den Betrieb in weitem Umfang. So wurde etwa das Fahrplanangebot erheblich verbessert. Durch die Modernisierungsmaßnahmen gelang es der SWEG, die Fahrgastzahlen zu steigern und damit die Strecke vor der Stilllegung zu bewahren.
Im Sommer 2009 stellte die SWEG den Verkehr auf der Krebsbachtalbahn ein, da im Inselbetrieb das Bedienen der Zweigstrecke nach Hüffenhardt noch unrentabler geworden wäre als zuvor. Wegen fehlender Zukunftsaussichten für den Betriebsstandort Neckarbischofsheim sind viele SWEG-Mitarbeiter von dort bereits vorher zu anderen Unternehmen gewechselt, für die Schwarzbachtal- und die Krebsbachtalbahn fehlte es deshalb an Triebfahrzeugführern. Einzelne Verbindungen wurden daher zum Mai 2007 auf Busverkehr umgestellt; wegen Personalmangels wurde an Wochenenden und Feiertagen ab August 2007 der Abschnitt von Meckesheim nach Aglasterhausen ebenfalls nicht mehr auf der Schiene, sondern mit Bussen bedient.

Der 2002 ausgelaufene Pachtvertrag zwischen DB und SWEG für die Strecke wurde seitdem nur noch jeweils für ein Jahr verlängert. Am 31. Juli 2009 endete der Pachtvertrag.
Ab dem 1. August 2009 ruhte der komplette Personenverkehr auf der Bahnstrecke, und es wurde ein Schienenersatzverkehr eingerichtet. Die komplette Strecke wurde modernisiert und elektrifiziert. Im Dezember selben Jahres übernahm DB Regio den Verkehr, der Schienenersatzverkehr wurde den zukünftigen Angebotsverbesserungen der S-Bahn angepasst und von BRN Busverkehr Rhein-Neckar GmbH ausgeführt.

### Integration in das Netz der S-Bahn RheinNeckar (seit 2010)
Ursprünglich ab 14. Dezember 2009 sollte die S-Bahn RheinNeckar mit Elektrotriebwagen der Baureihe 425 als neue Linie „S 51“ ins Schwarzbachtal rollen, aufgrund eines verspäteten Baubeginns und des strengen Winters 2009/10 musste der Termin jedoch zwei Mal verschoben werden, sodass die Betriebsaufnahme der S-Bahn erst im Juni 2010 erfolgen konnte. Am 28. Mai 2010 fuhr der erste Zug von DB Regio über die Strecke, jedoch noch ein Verbrennungstriebwagen. Am 12. Juni 2010 war die Eröffnungsfeier. Aufgrund der unerwartet hohen Auslastung der Schnupperfahrten wurden diese kurzfristig mit einem zweiten Fahrzeug auf einen Halbstundentakt verdichtet.

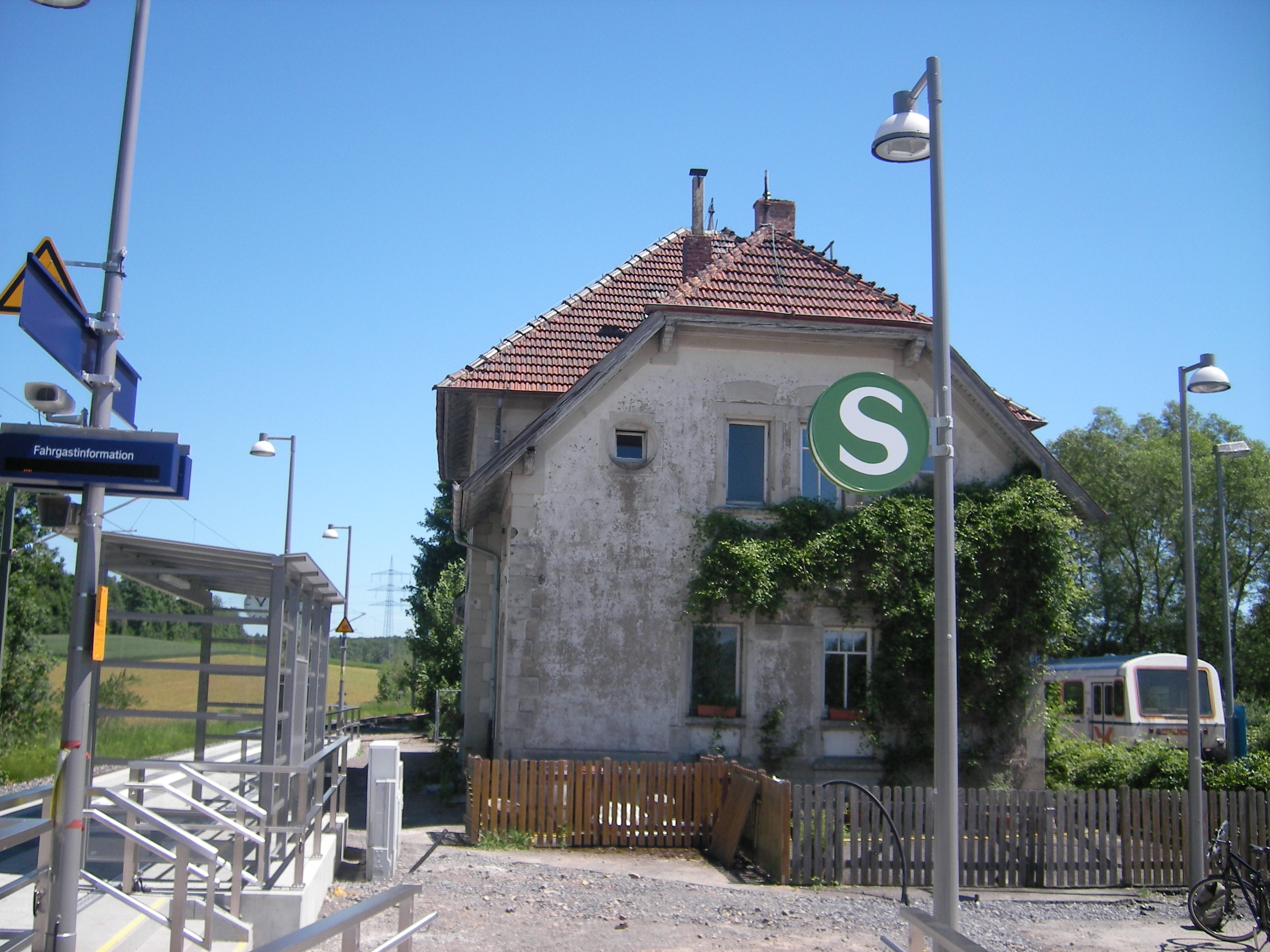
Modernisierter Haltepunkt Neckarbischofsheim Nord (Juni 2010)
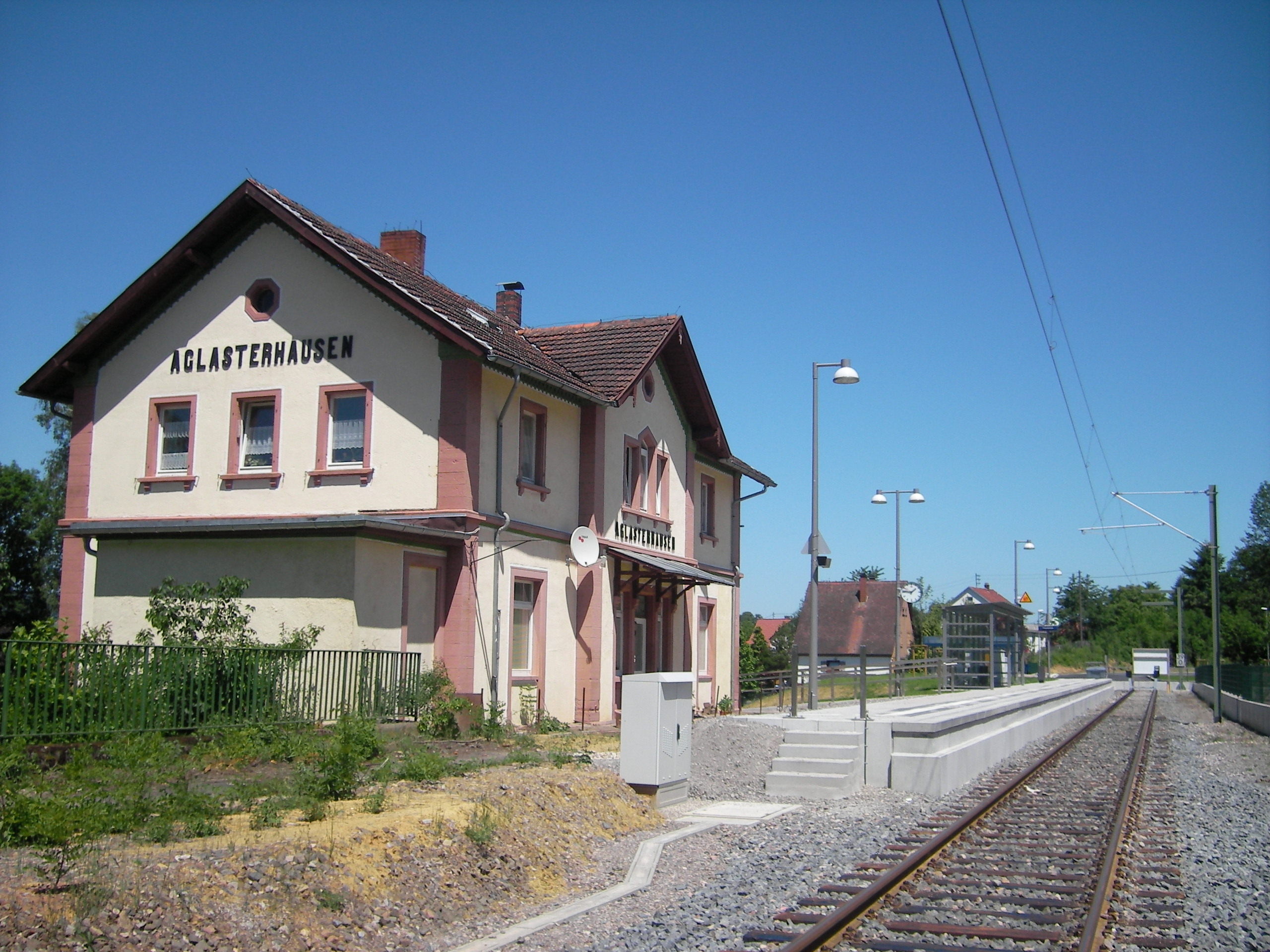
Haltepunkt Aglasterhausen (Juni 2010)
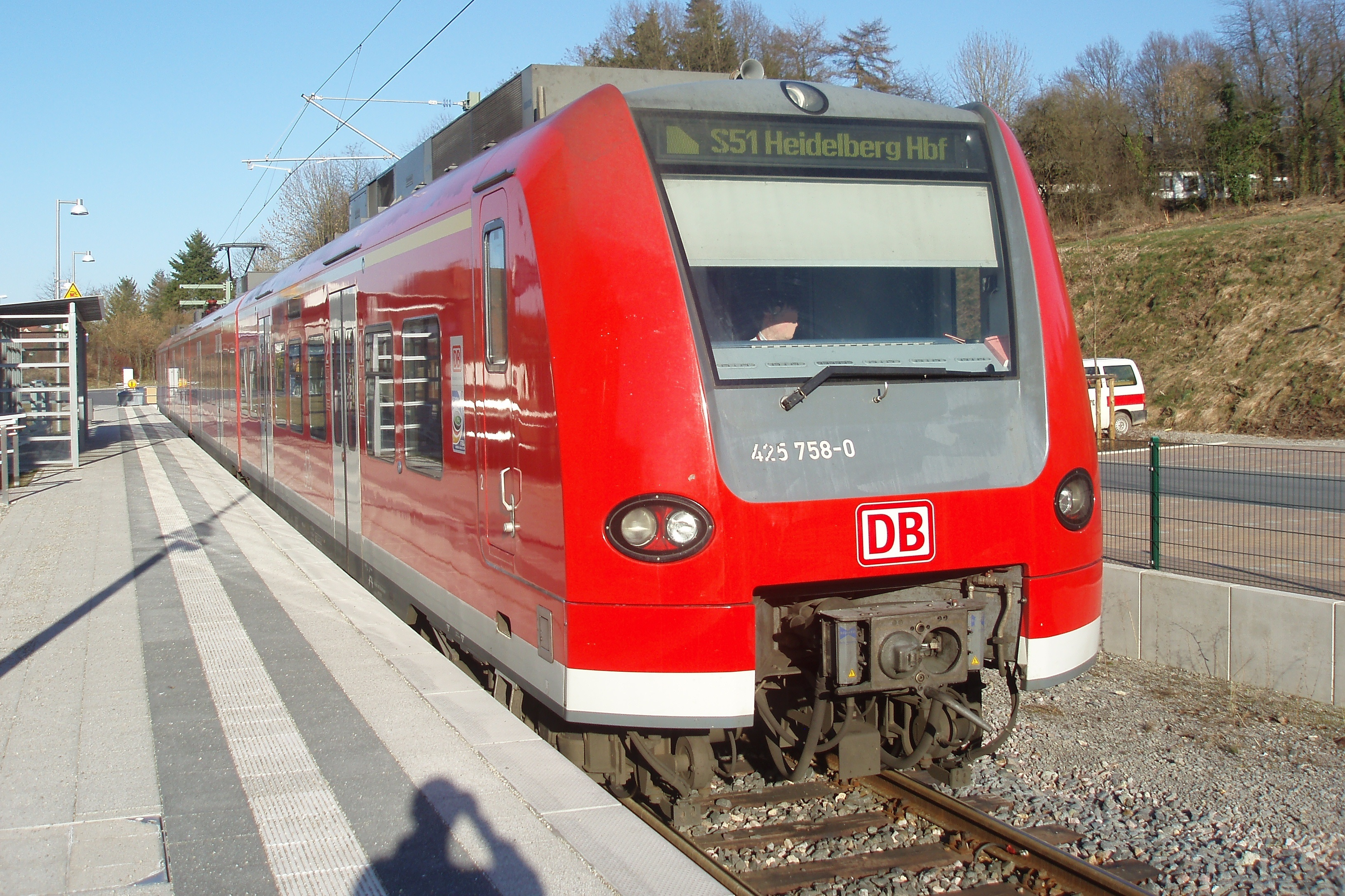
S-Bahn am Endhaltepunkt Aglasterhausen (März 2011)

Von 8. März bis 23. April 2018 war die Strecke für Bauarbeiten gesperrt.

## Betrieb

### Fahrzeugeinsatz und Fahrplan
Nach der Streckeneröffnung 1862 verkehrten teilweise umgebaute ehemalige Breitspurlokomotiven der Gattungen II, IIIc, IV, V, und VIII, aber auch Loks der Gattung XI, die bereits in Normalspur gebaut worden waren. Diese trugen unter anderem Namen wie ODENWALD, GERMANIA, TREVITHIK, Dreisam usw. Nach dem Zweiten Weltkrieg kamen dann zunehmend Schienenbusse zum Einsatz.
In den 1950er Jahren brauchten die Züge von Meckesheim bis Aglasterhausen etwa 35 bis 40 Minuten, zurück etwas länger.

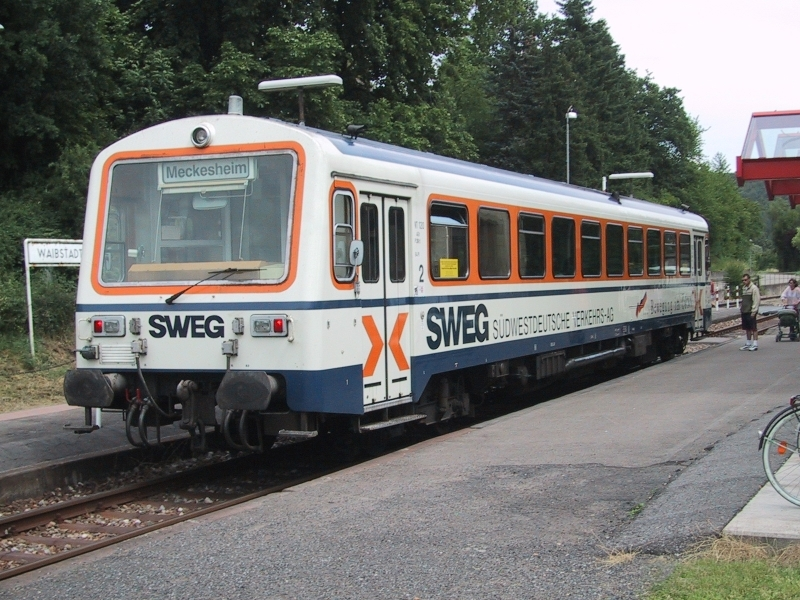
NE-81-Triebwagen der SWEG im Bahnhof Waibstadt (Juli 2001)

Seit der Übernahme der Strecke durch die SWEG bildete sie zusammen mit der abzweigenden Krebsbachtalbahn eine betriebliche Einheit; der offizielle SWEG-Name lautete während dieser Zeit MAH (Meckesheim–Aglasterhausen / Hüffenhardt). Von 1982 bis 2009 kamen „Esslinger Triebwagen“ sowie Fahrzeuge der Typen NE 81 und MAN-Schienenbusse zum Einsatz.
Werktags lief der Betrieb zwischen vier Uhr und zwanzig Uhr; bis auf vereinzelte Lücken wurde mindestens im Stundentakt gefahren; morgens und abends galt teilweise ein Halbstundentakt. An Schultagen fuhr morgens außerdem ein Zugpaar, das von Aglasterhausen nach Neckarbischofsheim Stadt verkehrte; dabei wechselte man in Neckarbischofsheim Nord die Fahrtrichtung und der Zug fuhr anschließend bis zum nächsten Bahnhof der Krebsbachtalbahn. Diese Route wurde vor allem im Interesse des Schülerverkehrs und hierbei wiederum insbesondere wegen des in Neckarbischofsheim ansässigen Adolf-Schmitthenner-Gymnasiums festgelegt. Außerdem liefen bis 2007 einige Zugleistungen auf der Krebsbachtalbahn von/bis Hüffenhardt durch.
Die Kursbuchnummer, unter der die Strecke bei der Deutschen Bahn verzeichnet war, wechselte nach dem Zweiten Weltkrieg mehrfach. 1970 war sie unter der Nummer 303d,f verzeichnet, 1992 unter 562. Die letzte Kursbuchnummer für den Betrieb der SWEG war 707. Die aktuelle Kursbuchstreckennummer für den S-Bahn-Betrieb lautet seit dem Fahrplan 2009/10 665.5. Auf der gesamten Strecke gilt der Tarif des Verkehrsverbundes Rhein-Neckar (VRN). Auf der Strecke fährt nun die S 51 der S-Bahn RheinNeckar. Von den insgesamt 26 Zugpaaren werden 13 von bzw. nach Meckesheim durchgebunden: zehn nach Heidelberg, zwei nach Mannheim und eines nach Mainz. An den Wochenenden gibt es mit einer Ausnahme keine Durchbindung. Eingesetzt werden Elektrotriebwagen der Baureihe 425.
Zum Fahrplanwechsel im Dezember 2015 wurde die S-Bahn RheinNeckar und damit auch die jetzige Linie S 51 ausgeschrieben. Vorgesehen war dabei der Einsatz von Neufahrzeugen, daher sollten die Elektrotriebwagen der Baureihe 425 durch neue Triebwagen ersetzt werden. Letztendlich wurde beschlossen, die alten Triebwagen weiterhin zu benutzen.

### Güterverkehr
Ab 1868 verkehrte über die Strecke ein Güterzugpaar zwischen Heidelberg und Würzburg, in den Folgejahren nahm der Güterverkehr noch zu. Vor allem im Deutsch-Französischen Krieg von 1870/71 war die Badische Odenwaldbahn, deren Teilstück sie damals war, bedeutsam. Mit Eröffnung der Neckartalbahn im Jahr 1879 fuhren die Ferngüterzüge der Relation Heidelberg–Würzburg fortan über das Neckartal und der Gütertransport zwischen Meckesheim und Neckarelz nahm stark ab.
Entlang der Strecke wurden zu SWEG-Zeiten in relativ großem Umfang Güterwagen mit Holz aus dem Kleinen Odenwald beladen. Güterwagenzustellung und -abholung wurde noch an fast allen Unterwegshalten angeboten. Auch das Depot der Bundeswehr in Siegelsbach an der Krebsbachtalbahn wurde gelegentlich bedient, wobei hier zuletzt auch eine Lok der Deutschen Bahn zum Einsatz kam.

## Relikte des stillgelegten Abschnitts Aglasterhausen–Neckarelz
Vom jetzigen Streckenendpunkt in Aglasterhausen an kann man die ehemalige Trasse noch sehr gut verfolgen. Kurz nach dem Bahnhof berührt sie dort ein Vogelschutzgebiet. Von einer querenden Nebenstraßenbrücke in Daudenzell kann man den dortigen vormaligen Haltepunkt erahnen. Das Bahnhofsgebäude des früheren Bahnhofs Asbach steht noch, es befindet sich mittlerweile in Privatbesitz. Der Mörtelsteiner Tunnel wurde zugemauert und dient jetzt der Zucht von Champignons. In Mörtelstein findet man, an gut erhaltener Trasse, das alte Bahnhofsgebäude mit Bahnsteig. Der anschließende Erlesrain-Tunnel ist öffentlich zugänglich. Vom früheren Haltepunkt „Finkenhof“, der Bestandteil der Untertage-Verlagerung „Goldfisch“ war, zeugt ein umgenutztes Lagerhaus. Der folgende 147 m lange Kalksbergtunnel (durch den Karlsberg) ist nicht zugänglich. Ein Bahnwärterhaus am anderen Tunnelportal dem Neckar zu wird als Wohnhaus genutzt.
Übrig geblieben sind auch die Widerlager der ehemaligen Bogenbrücke über den Neckar, nordwestlich vom heutigen Mosbacher Kreuz. Ein Stück Strecke liegt noch bei Streckenkilometer 42,4 der hier querenden Neckartalbahn zwischen Neckarelz und Neckarzimmern, auf dem Gleis werden gelegentlich Güterwagen abgestellt. Daneben steht das Gebäude des alten Neckarelzer Bahnhofs, der schon 1879 außer Betrieb ging.

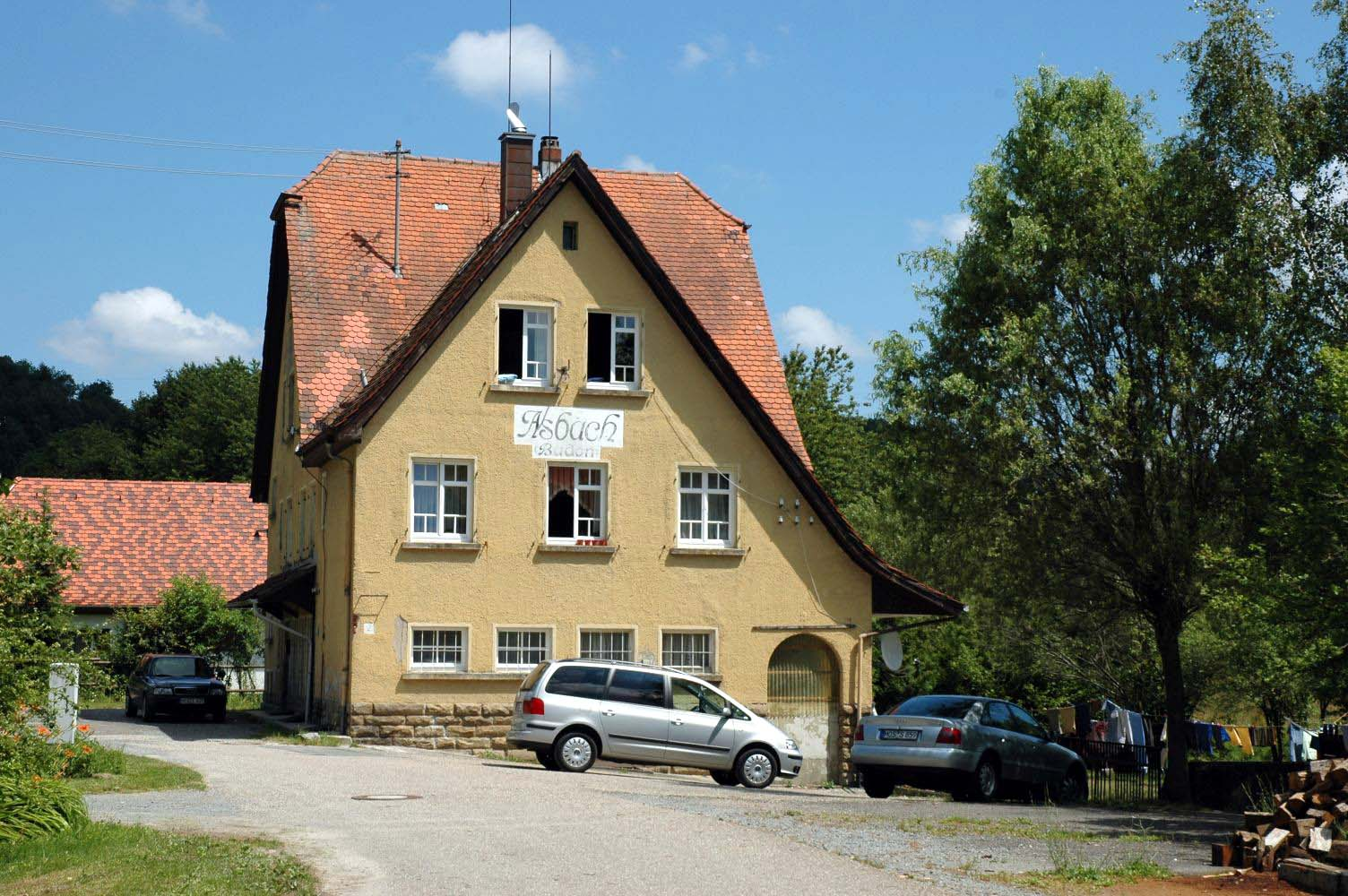
Ehemaliges Bahnhofsgebäude von Asbach
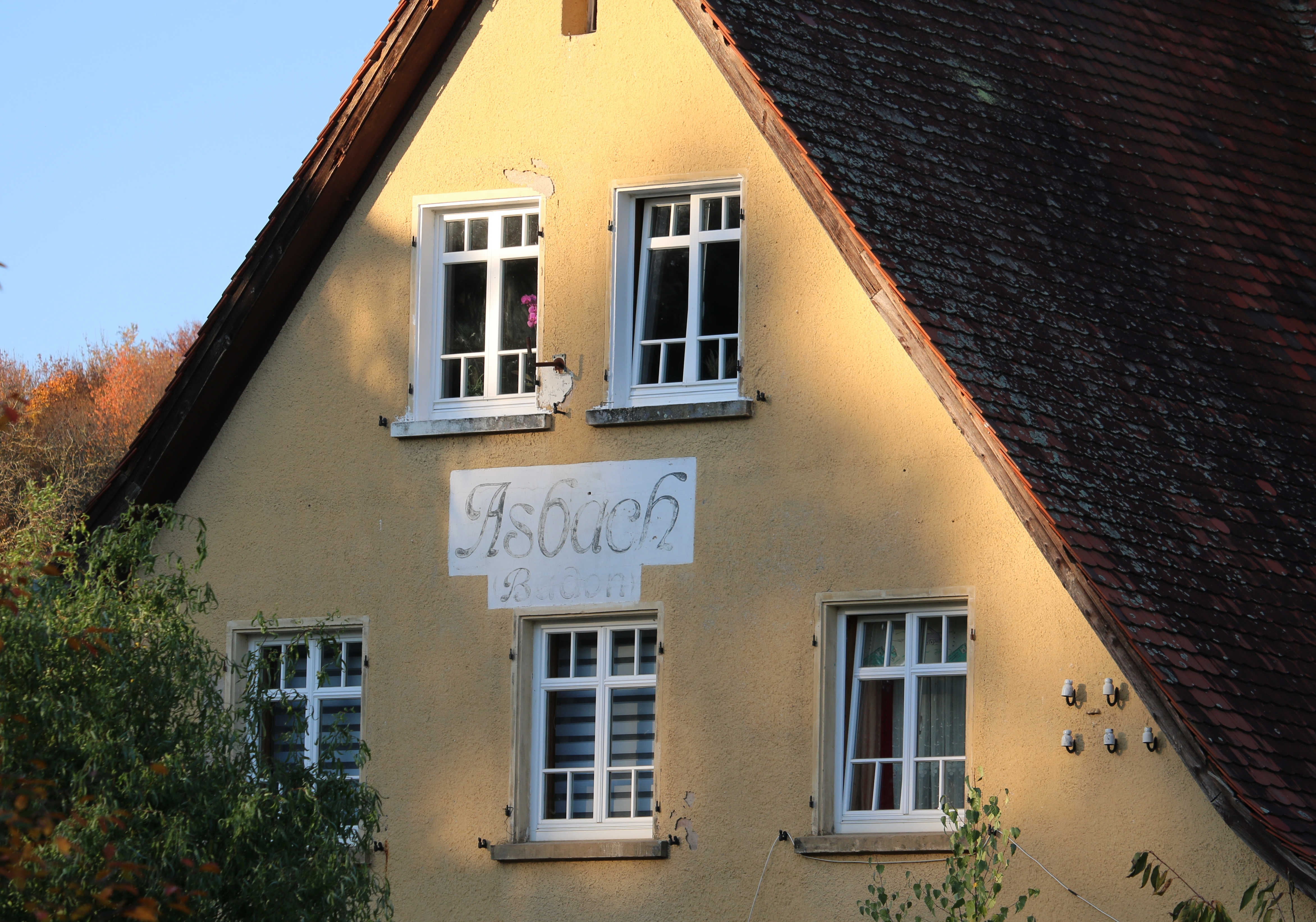
Bahnhof Asbach, Schriftzug
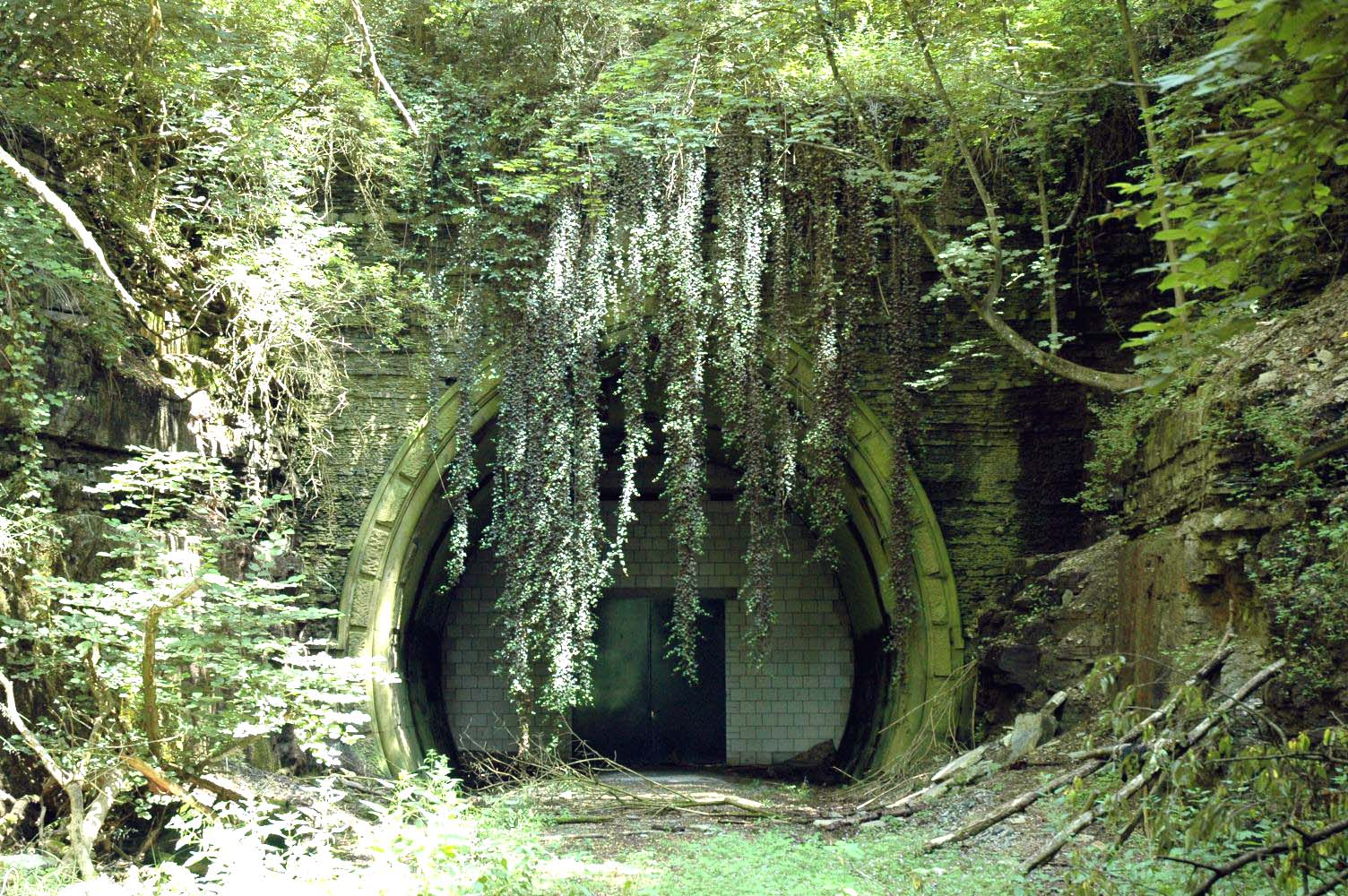
Mörtelsteiner Tunnel (Westportal)
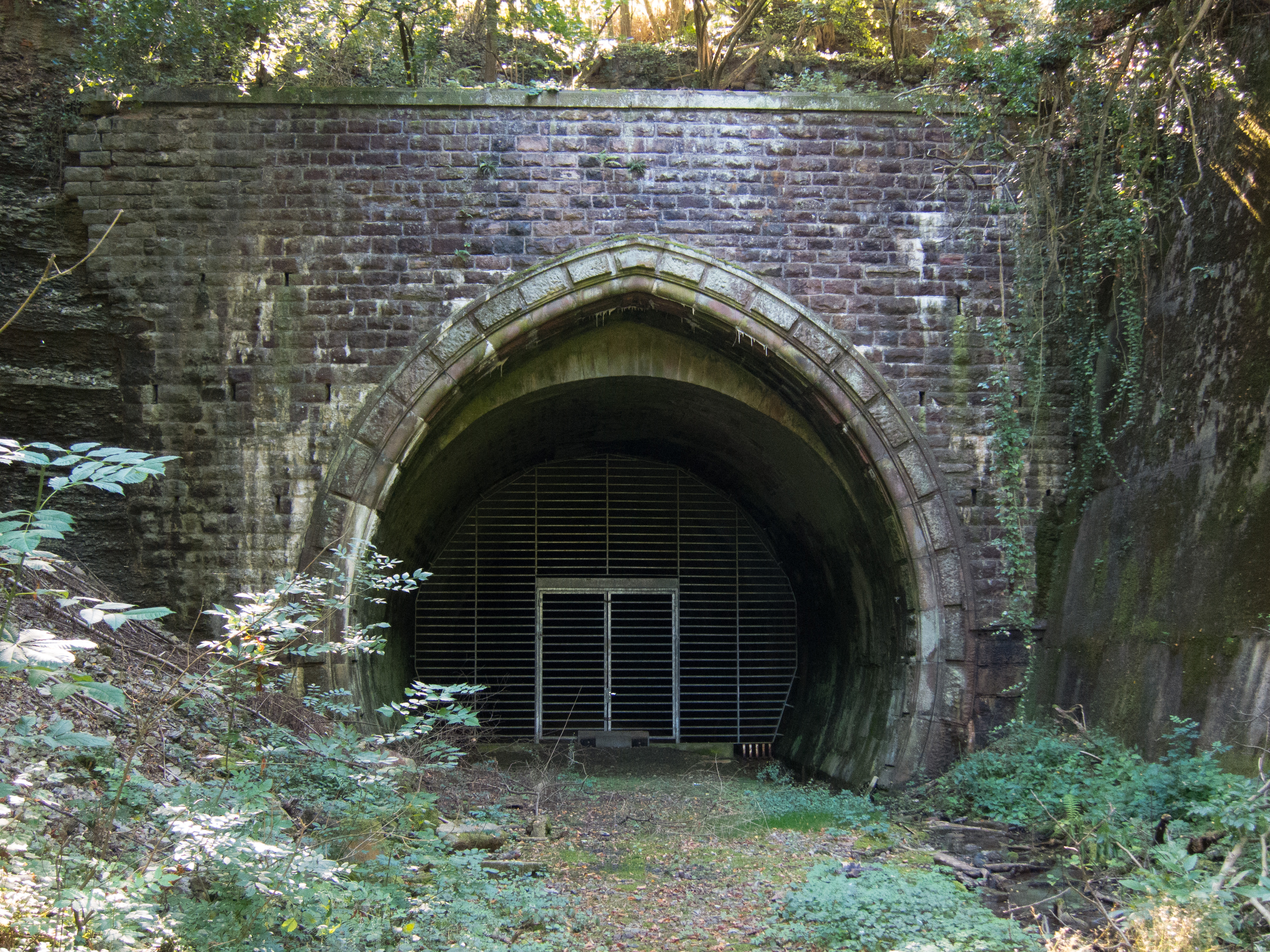
Mörtelsteiner Tunnel (Ostportal)
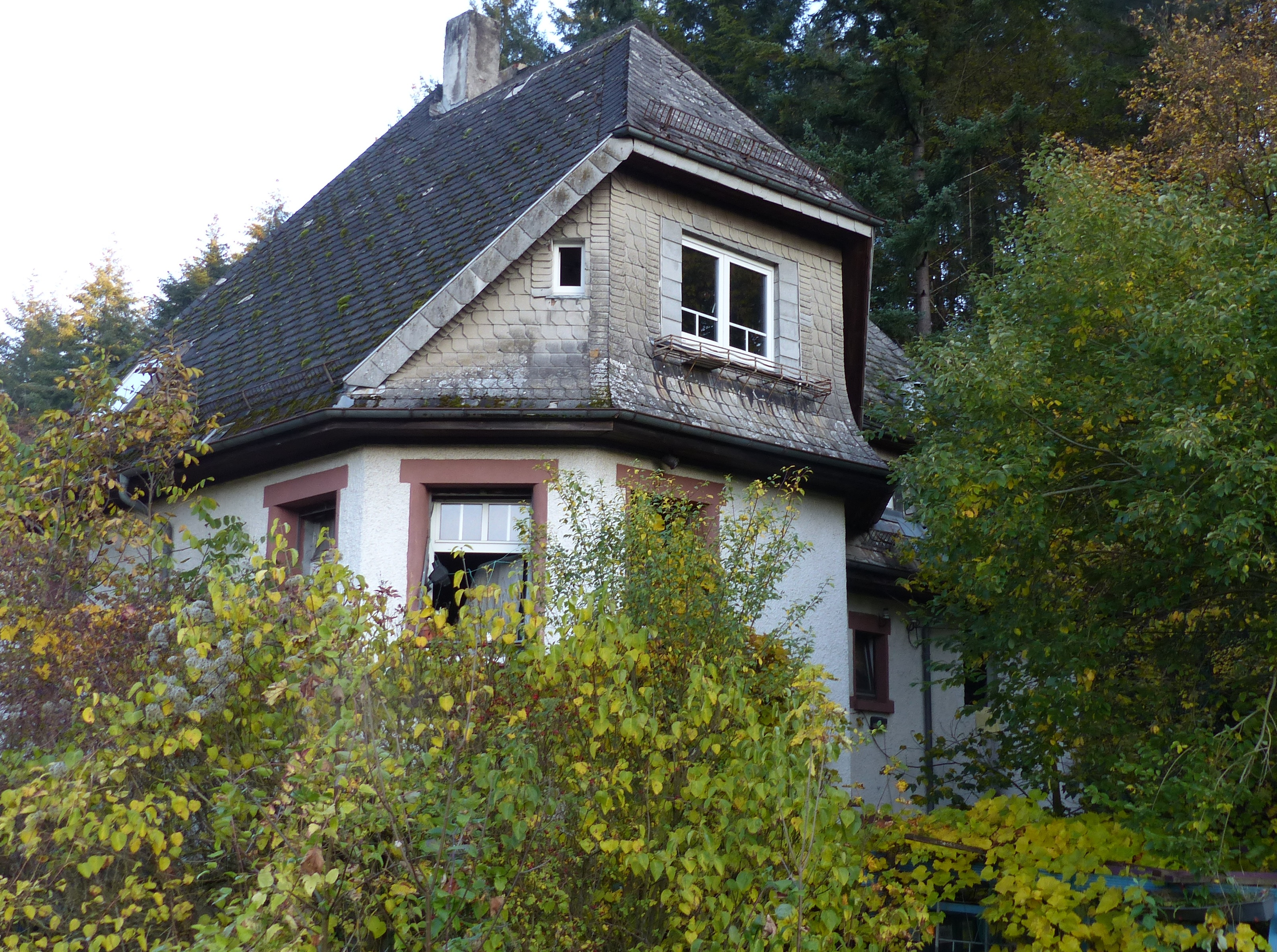
Ehemaliger Bahnhof Mörtelstein, heute Privatbesitz
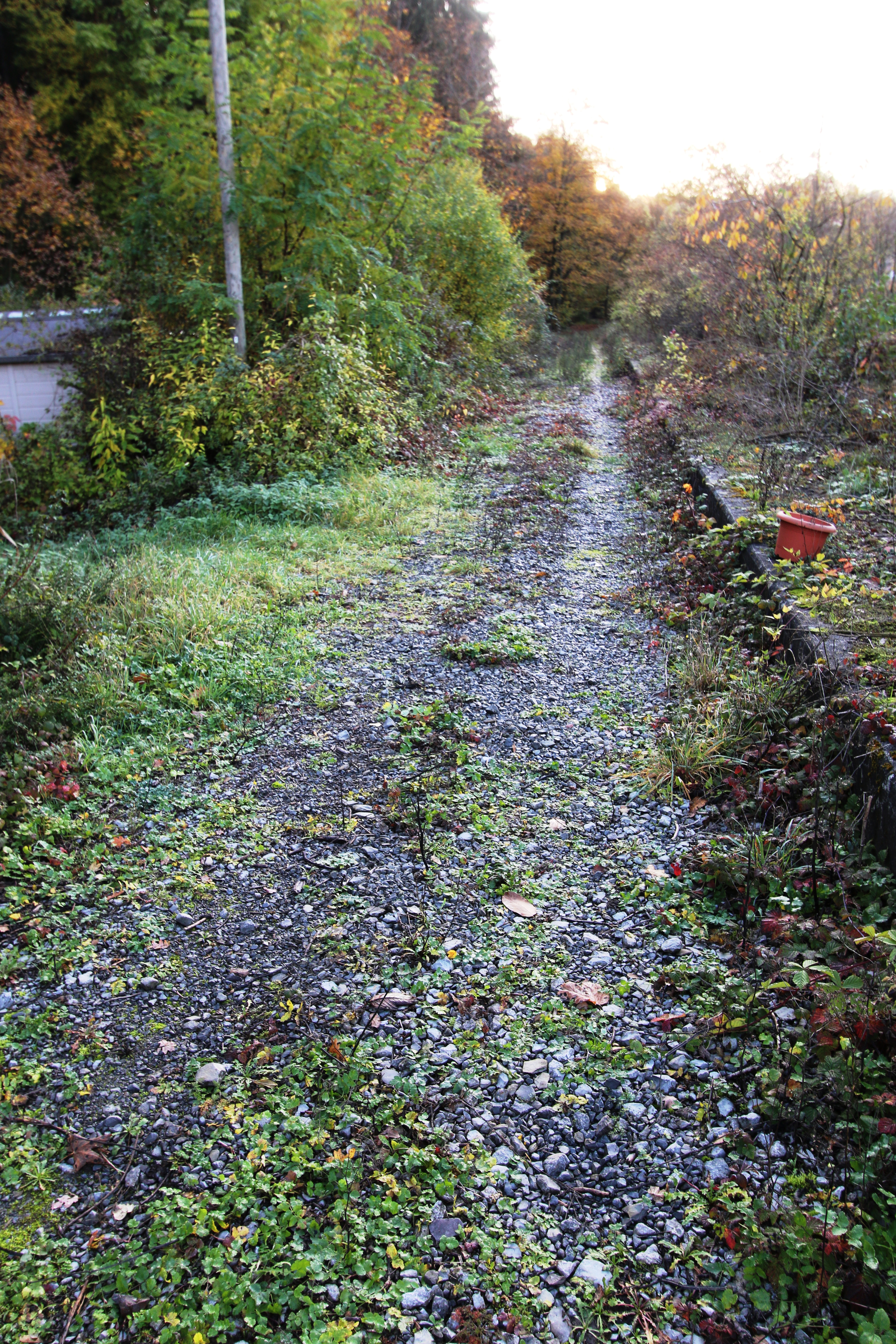
Bahnhof Mörtelstein, ehemalige Gleistrasse mit Bahnsteig
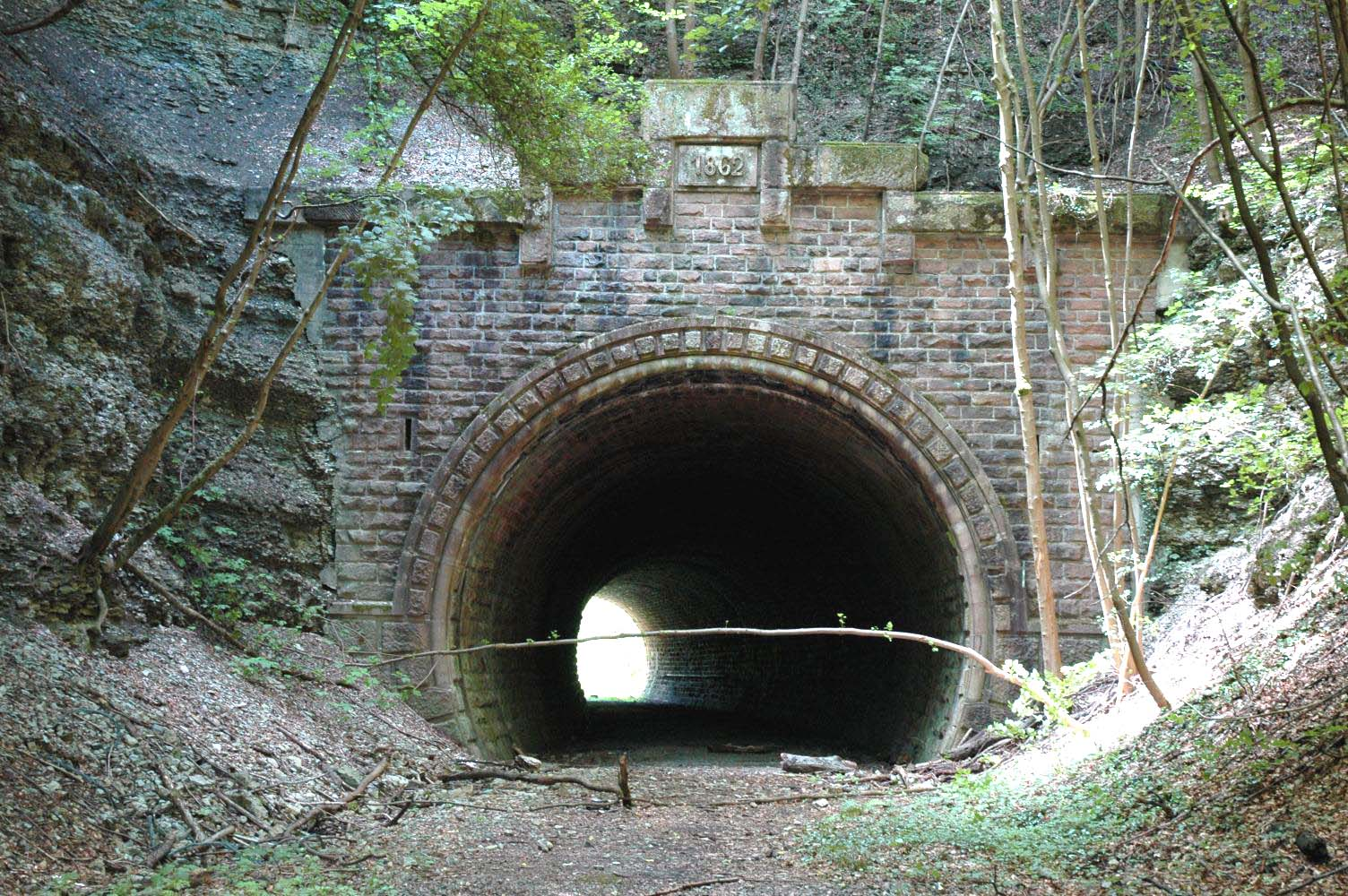
Erlesraintunnel (Ostportal)
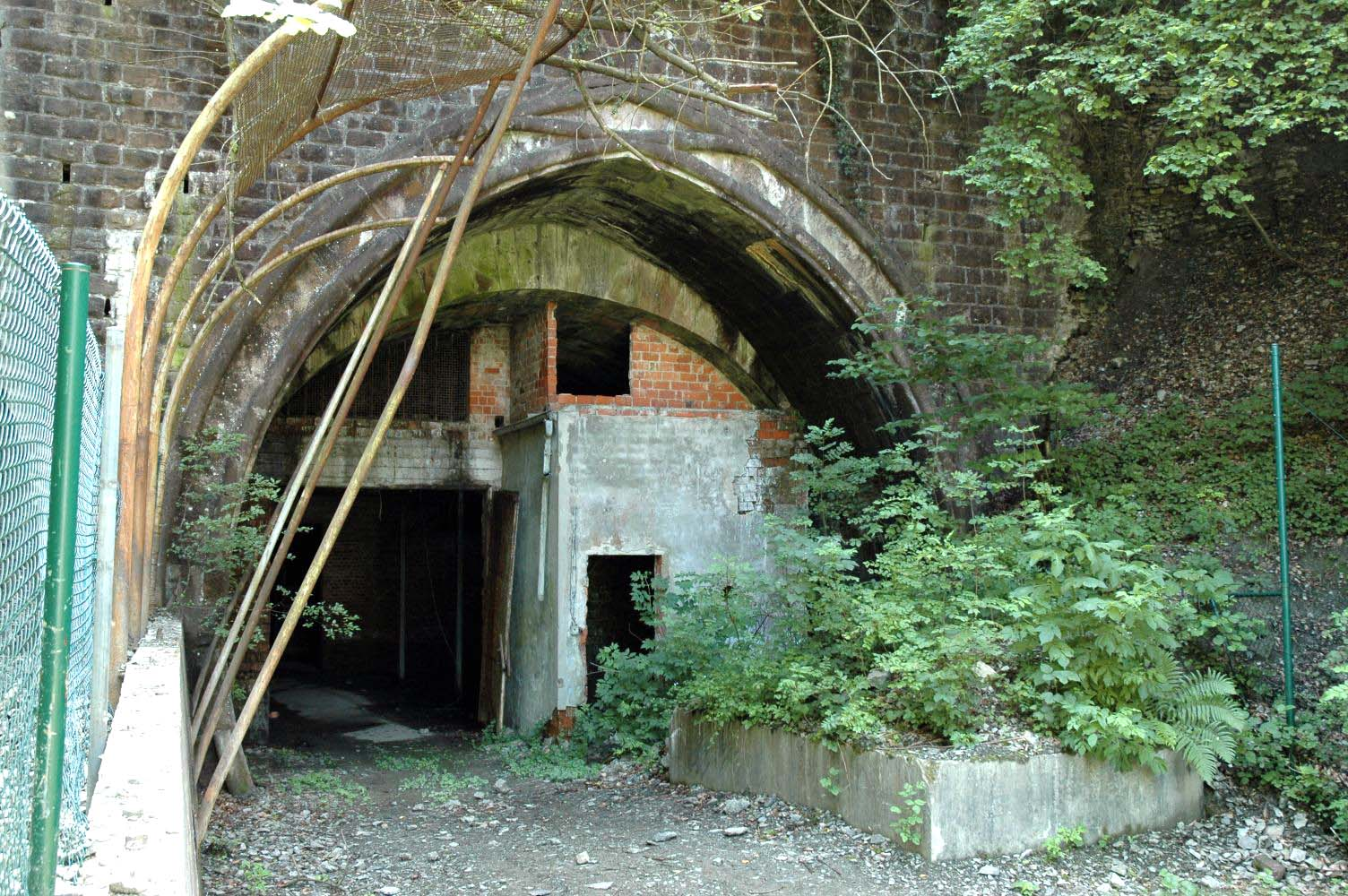
Kalksbergtunnel (Westportal)

## Trivia
- Am 20. November 1874 wurde ein Bahnwärter bei Waibstadt von einem Zug überfahren. Das Opfer überlebte den Unfall schwer verletzt.
- Am 12. und 13. April 1886 führten die Badischen Staatseisenbahnen Bremsversuche auf der Strecke durch. Der Zug, der dabei als Versuchsfahrzeug diente, wurde dazu mit je einer Westinghouse- und einer Schleiferbremse ausgerüstet. Neben deutschem Bahnpersonal wirkten auch Bahnfachleute aus Österreich und der Schweiz an diesem Experiment mit.
- Am 24. November 1944 um 14 Uhr nahm das Gebäude des Bahnhofs Neckarbischofsheim (heute Neckarbischofsheim Nord) durch einen Bombenabwurf Schaden. Zwei Nebengleise wurden in Mitleidenschaft gezogen, Fernmeldeleitungen unterbrochen. Der Vorfall forderte zwei Tote und vier Verletzte.
- Am 13. März 1945 bombardierten die Alliierten den Bahnhof Eschelbronn aus der Luft; sechs Menschen kamen dabei um.